# Hebius andreae
Hebius andreae (вуж Андреї) — вид змій родини полозових (Colubridae). Мешкає у В'єтнамі і Лаосі. Вид названий на честь Андреї Зіглер, дружини німецького герпетолога Томаса Зіглера

## Поширення й екологія
Вужі Андреї мешкають у центральній частині Аннамських гір на території В'єтнаму і Лаосу. Вони живуть на берегах струмків у тропічних лісах.